# It's Alright (Pet Shop Boys)
It's Alright è una canzone dei Pet Shop Boys pubblicata come singolo il 26 giugno 1989. Essa è estratta dal loro album del 1988, Introspective. A differenza della versione dell'album (la cui durata è di oltre 9 minuti), la versione singola presenta una struttura musicale nettamente diversa, orientata più sul synthpop. La versione dell'album termina con una esclamazione di Tennant che ripete (apparentemente al telefono) "I hope it's gonna be alright" (tradotto in italiano, "Spero che sarà tutto a posto"). In una versione remix realizzata dal duo (la 10" version), vi sono stati aggiunti nuovi versi: "there's a boy standing by a river, there's a girl lyng with her lover, there's a statesman standing at a crossroad there's a soldier polishing his gun" (tradotto in italiano, "c'è un ragazzo su di un fiume, c'è una ragazza assieme al suo amore, c'è un uomo di stato su di un incrocio, c'è un soldato che lustra la sua arma").
La canzone fu composta da Sterling Void; dopo averla ascoltata in una compilation house, i Pet Shop Boys furono interessati a realizzarne una propria versione. La versione di Void presenta solo due versi (che nella versione dei Pet Shop Boys corrispondono al primo e al terzo verso): il verso aggiuntivo dei Pet Shop Boys fu scritto da Tennant. Lo stesso Sterling Void, successivamente, si offrì di remixare il brano dei Pet Shop Boys (la sua creazione fu il "DJ International Mix").
It's Alright riscosse un buon successo, entrando nella Top5 inglese. Fino a Febbraio 2009, risulta essere in ottava posizione fra i singoli più venduti dei Pet Shop Boys.
Fra i b-side, vi è incluso il brano One of the Crowd, uno dei pochi brani in cui risulta Chris Lowe la voce principale.

## Il testo
Il testo della canzone vera e propria include una lista di problematiche politiche dell'epoca ("dittatura in Afghanistan, rivoluzione in Sudafrica, oppressione in Eurasia") e offre un messaggio positivo: "nella sua infinita durata, la musica è la nostra salvezza, ora e per tutte le nazioni che verranno".
A detta di Tennant il brano riguarda "il potere stesso della musica, un potere sincero. C'è una sorta di magia nelle parole e nella musica che danno un senso perfetto alla canzone: sentire la musica in tempi burrascosi è fonte di forza per noi. La musica rappresenta il lato buono dell'umanità; la musica tende a tirar fuori il nostro lato buono"

## Video musicale
Il videoclip raffigura Tennant e Lowe assieme a bambini neonati, i quali vengono accarezzati e tenuti in braccio da Tennant e Lowe. Il video fu il primo dei Pet Shop Boys completamente in bianco e nero.
Secondo molti giudizi espressi, It's Alright è il video più dolce dei Pet Shop Boys.

## Tracce

### 7": Parlophone / R 6220 (UK)
1. "It's Alright" - 4:18
2. "One of the Crowd" - 3:54
3. "Your Funny Uncle" - 2:16

### 10": Parlophone / 10 R 6220 (UK)
1. "It's Alright" (alternative mix) - 4:46
2. "It's Alright" (10" version/extended dance mix) - 10:34

### 12": Parlophone / 12 R 6220 (UK)
1. "It's Alright" (extended disco mix) - 8:47
2. "One of the Crowd" - 3:54
3. "Your Funny Uncle" - 2:16

### 12": Parlophone / 12 RX 6220 (UK)
1. "It's Alright" (tyree mix) - 8:55
2. "It's Alright" (sterling void DJ International mix) - 5:34

### CD: Parlophone / CD R 6220 (UK)
1. "It's Alright" - 4:18
2. "One of the Crowd" - 3:54
3. "Your Funny Uncle" - 2:16
4. "It's Alright" (extended disco mix) - 8:47

## Classifiche
| Classifica (1989) | Posizione massima |
| ----------------- | ----------------- |
| Austria           | 27                |
| Germania          | 3                 |
| Irlanda           | 2                 |
| Italia            | 16                |
| Paesi Bassi       | 9                 |
| Regno Unito       | 5                 |
| Svizzera          | 15                |